# Saint-Félix-de-Rieutord
Saint-Félix-de-Rieutord är en kommun i departementet Ariège i regionen Occitanien i södra Frankrike. Kommunen ligger  i kantonen Varilhes som ligger i arrondissementet Pamiers. År 2022 hade Saint-Félix-de-Rieutord 469 invånare.

## Befolkningsutveckling
Antalet invånare i kommunen Saint-Félix-de-Rieutord
Referens: INSEE